# Afrique (croiseur)
Pour les articles homonymes, voir Afrique (homonymie).
L’Afrique, en russe : Африка, croiseur à voiles et à vapeur de la Marine impériale de Russie. Construit au chantier naval John Roach & Sons (en) à Chester aux États-Unis. En mai 1877, il fut lancé sous le nom de Saratoga.

## Historique
Ce croiseur est lancé sous le nom de Saratoga en mai 1877 et acheté en mai 1878 par la Russie impériale pour 335 000 $. Le 29 décembre 1878, rebaptisé "L’Afrique", il quitte les États-Unis et met le cap sur l'Europe. À l'été 1879, le croiseur est ancré dans le port de Kronstadt afin d'installer l'artillerie à bord. Le 1er février 1879, L’Afrique devient croiseur de 2e classe dans la flotte impériale russe. À l'hiver 1891-1892, de nouvelles chaudières y sont installées. En 1898, l'amiral Alexeï Popov inaugure la première communication russe de TSF (télégraphie sans fil) à bord du croiseur : L’Afrique entre alors en communication régulière avec le navire de transport Europe. Le croiseur est ensuite reconverti en navire-école en mars 1906. Il est ancré pour stockage à long terme en octobre 1918. En décembre 1920, le croiseur est affecté dans la flotte de la Baltique où il est utilisé comme navire de transport et dépôt flottant de l'artillerie, jusqu'en septembre 1923 où il est vendu à l'Allemagne comme ferraille.

## Commandants à bord de l’Afrique
Après l'achat du croiseur, en 1878, Levgueni Ivanovitch AlekseÏev (Евгений Иванович Алексеев) est nommé capitaine du vaisseau. En 1883, Levgueni est muté en tant qu'agent du ministère de la Marine russe, ainsi Fidor Vazsilievitch Dubasov devient le capitaine du vaisseaux jusqu'en 1885. De 1898-1900 Nikolai Dmitrievitch Dabitch est le Capitaine de 2e classe du vaisseau.

## Personnalités célèbres en service à bord de l’Afrique
Des personnalités célèbres sont passées par l'Afrique comme Alexis Mikhaïlovitch Abaza (Алексей Михайлович Абаза) ou Ivan Fiodorovitch Bostrem (Иван Фёдорович Бострем) ou Andreï Georguievitch Pokrovsky (Андрей Георгиевич Покровский) mais Vsevolod Fiodorovitch Rudnev (Всеволод Фёдорович Руднев) ou Vladimir Vassilievitch Smirnov (Владимир Васильевич Смирнов et Vassili Nikolaïevitch Fersen (Василий Николаевич Ферзен) et enfin Ivan Ivanovitch Tchaguine (Иван Иванович Чагин).

## Lieu portant le nom du croiseur
- Cap Afrique : cap de la péninsule de Kamtchatka, actuellement une petite station de météorologie et une phare sont installés sur ce lieu où vivent dix personnes. Ce cap est étudié et décrit en 1882 par les officiers du croiseur Afrique origine du nom de ce cap[1].